# Скочтаун (Њујорк)
Скочтаун (енгл. Scotchtown) насељено је место без административног статуса у америчкој савезној држави Њујорк.

## Демографија
По попису из 2010. године број становника је 9.212, што је 258 (2,9%) становника више него 2000. године.
| Група             | 2000.         | 2010.         |
| Белци             | 6.099 (68,1%) | 4.507 (48,9%) |
| Афроамериканци    | 1.028 (11,5%) | 1.929 (20,9%) |
| Азијати           | 317 (3,5%)    | 377 (4,1%)    |
| Хиспаноамериканци | 1.317 (14,7%) | 2.313 (25,1%) |
| Укупно            | 8.954         | 9.212         |